# Pseudapina
Pseudapina là một chi bướm đêm thuộc phân họ Tortricinae của họ Tortricidae.

## Các loài
- Pseudapina lanceovalva Brown, 2003